# Ito Yuzuki
Yuzuki Ito (sinh ngày 7 tháng 4 năm 1974) là một cầu thủ bóng đá người Nhật Bản.

## Sự nghiệp câu lạc bộ
Yuzuki Ito đã từng chơi cho Shimizu S-Pulse, Kawasaki Frontale và Consadole Sapporo.